# Baba Nobuharu

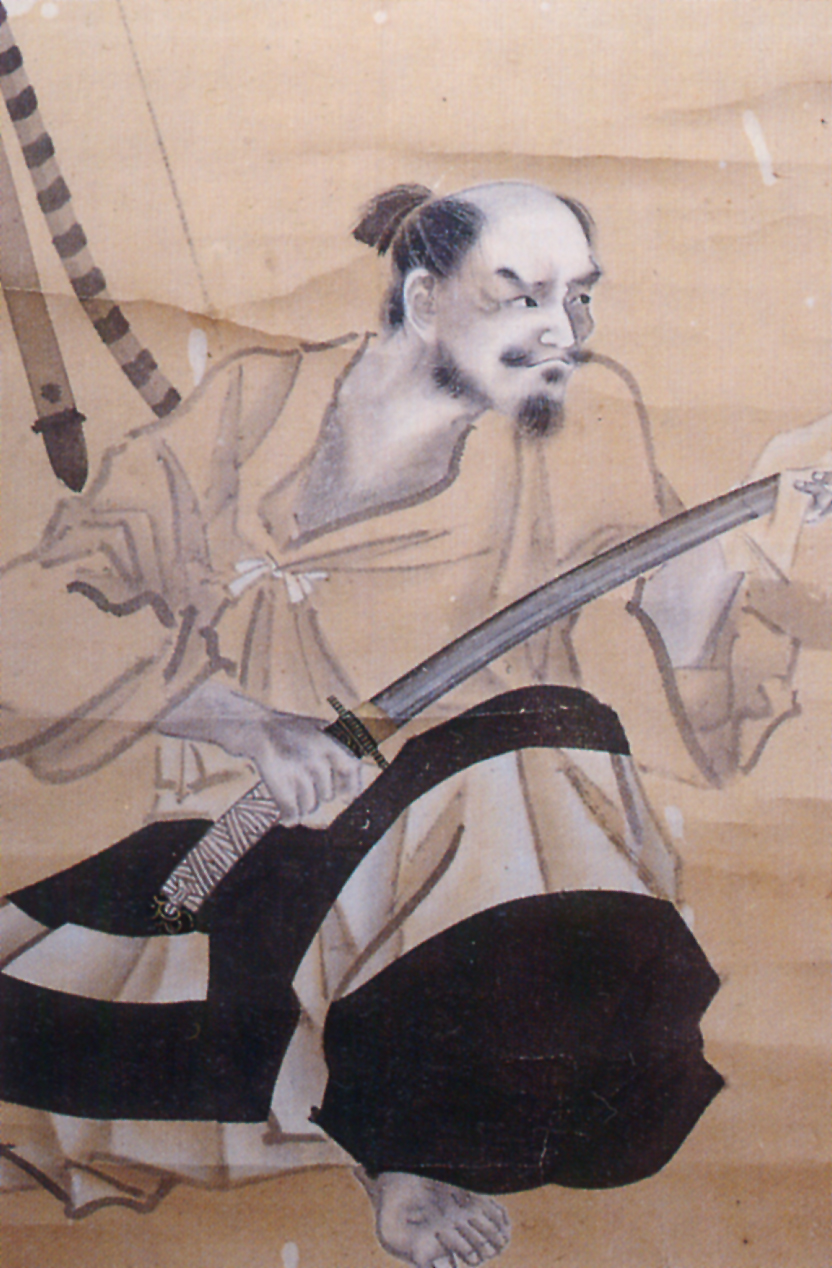
Baba Nobuharu

Baba Nobuharu (jap. 馬場 信春; * 1514/15; † 29. Juni 1575 in Nagashino), auch bekannt als Baba Nobufusa (馬場 信房), Sohn von Baba Nobuyasu, war ein Samurai der japanischen Sengoku-Zeit und einer von Takeda Shingens 24 Generälen, seinen meistgeschätzten Kommandeuren. Die Familie der Baba in Kai stammt ab von Minamoto no Yorimitsu. Baba kämpfte in den Schlachten von Mikatagahara und Nagashino, wo er die Vorhut von Takeda Katsuyori, Takeda Shingens Sohn, auf der rechten Flanke anführte. Bei der Burg Fukashi (heute Schloss Matsumoto) im Jahre 1550 verließ er sich auf Baba. Bei Mikatagahara im Jahr 1573 führte er die Vorhut bei der Verfolgung von Tokugawa Ieyasus Armee an und warf diese zurück bis zur Festung Hamamatsu; als er sah, dass die Tore geöffnet und die Kohlenpfannen entzündet waren, hielt er das fälschlicherweise für eine Falle und verfolgte die flüchtende Armee nicht weiter. Er starb in Nagashino drei Jahre später, als zwei Samurai ihn gleichzeitig mit Speeren angriffen und seinen Kopf abschlugen.
Er bekam den Titel Mino no Kami, nachdem sein Vorgänger Hara Toratane seinen Verletzungen aus der Schlacht erlegen war.
Im Koyo Gunkan steht, dass Shingen Nobuharu häufig mit wichtigen Aufgaben betraute. Vor Nagashino habe er in 21 Schlachten gekämpft, ohne einmal verwundet worden zu sein. Er war einer der engsten Vertrauten Takeda Shingens, einer seiner 24 Generäle und der Überbringer von Shingens Familienschätzen in den Enkoin-Tempel am Fuße des Amano Berges in Kōfu. Unter den 24 Generälen gehört er auch zu den fünf, denen Shingen seinen letzten Willen verkündete und die das Geheimnis seines Todes hüteten. Es gab zwar sechs Jahre später ein offizielles Begräbnis, aber sein echtes Grab wurde erst über 200 Jahre später durch Zufall in Kōfu nahe dem Enkoin-Tempel entdeckt. Er starb 1575.

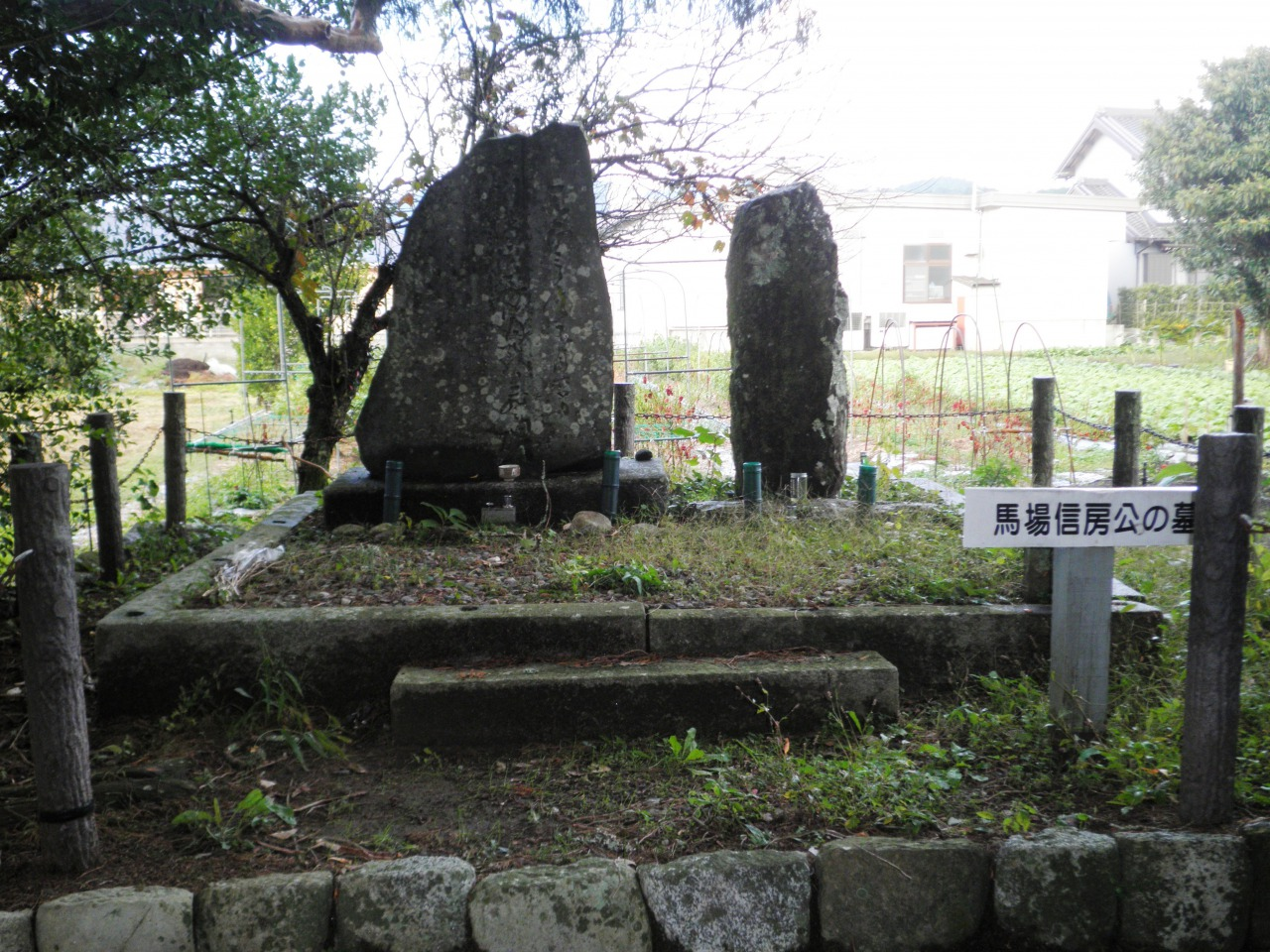
Grab des Baba Minonokami Nobuharu
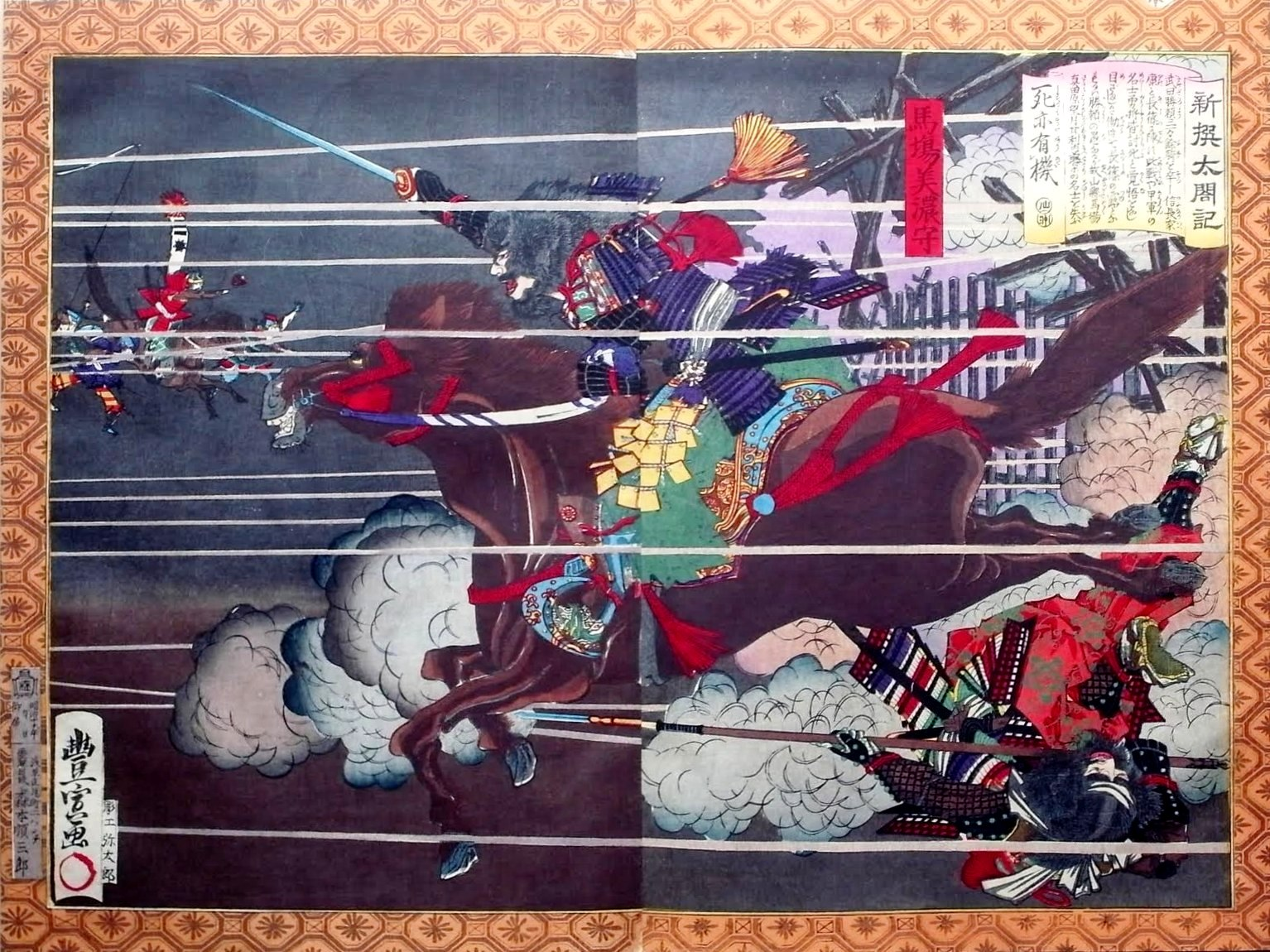
Nobuharu in der Schlacht von Nagashino
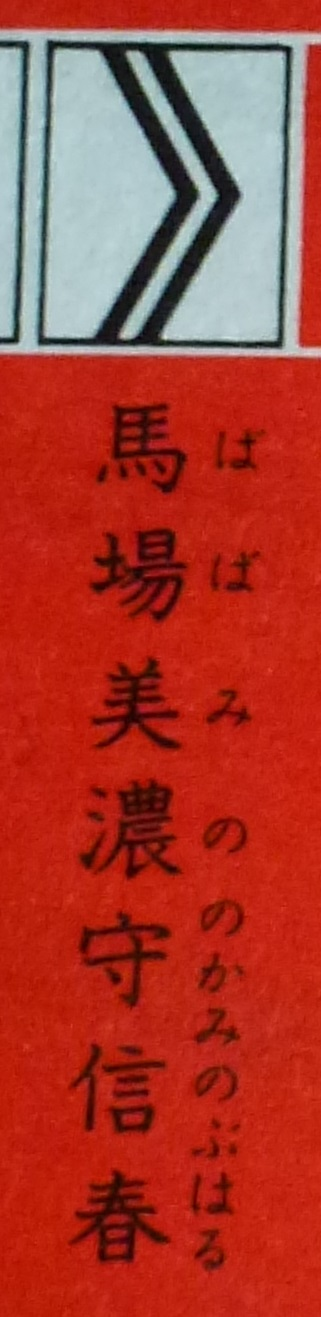
Wappen des Generals